# Zecheuna azira
Zecheuna azira är en insektsart som beskrevs av Medler 1999. Zecheuna azira ingår i släktet Zecheuna och familjen Flatidae. Inga underarter finns listade i Catalogue of Life.